# Zoja Woskriesienska
Zoja Iwanowna Woskriesienska (ros. Зо́я Ива́новна Воскресе́нская), znana też pod nazwiskiem męża jako Zoja Iwanowna Rybkina (ros. Зо́я Ива́новна Ры́бкина, ur. 15 kwietnia?/28 kwietnia 1907 w mieście Uzłowaja, zm. 8 stycznia 1992 w Moskwie) – wieloletnia funkcjonariuszka INO OGPU/NKWD/KGB, pułkownik bezpieczeństwa. W 1956 roku po przejściu na emeryturę została pisarką, zajmującą się głównie twórczością skierowaną do dzieci.

## Życiorys
Urodziła się w rodzinie zastępcy naczelnika stacji Uzłowaja, uzyskała wykształcenie średnie. Po wojnie domowej w Rosji i przejęciu władzy przez bolszewików, znalazła zatrudnienie jako bibliotekarka w Smoleńsku, w tamtejszej siedzibie Czeka, gdzie pracowała do 1922 roku. W następnych latach pracowała w kolonii karnej dla młodocianych i w komitecie rejonowym RKP(b)/WKP(b).
W 1928 roku przeniosła się wraz z mężem do Moskwy, rozwiodła się i w sierpniu 1929 rozpoczęła służbę w INO OGPU  na Łubiance. W 1929 wstąpiła do Wszechzwiązkowej Komunistycznej Partii (bolszewików).
Pierwsze zadania jako agent INO podjęła w Harbinie, gdzie działała pod przykrywką pracownika handlu zagranicznego w czasie sowiecko-chińskiego konfliktu o Kolej Wschodniochińską. W 1932 kierowała INO OGPU w Leningradzie. Następnie jako tzw. nielegał przebywała w latach 1932–1933 w Wiedniu i w Berlinie. W latach 1935–1939 pracowała w Finlandii – oficjalnie jako szef biura Inturistu, faktycznie była zastępcą rezydenta NKWD w Finlandii. Poślubiła tam Borisa Rybkina, od 1936 rezydenta NKWD w Helsinkach (pod przykryciem konsula, później drugiego sekretarza poselstwa). Tuż przed rozpoczęciem agresji ZSRR na Finlandię w listopadzie 1939 odwołana do centrali NKWD, gdzie pracowała jako analityk i oficer śledczy. W tym czasie zajmowała się m.in. analizą napływających do centrali danych wywiadowczych wskazujących na podjęcie przez Niemcy przygotowań do ataku na ZSRR.
Podczas pracy na Łubiance Rybkina miała rzekomo zwerbować więzionego tam asa Oddziału II Sztabu Generalnego WP, rotmistrza Jerzego Sosnowskiego, który po agresji ZSRR na Polskę 17 września 1939 roku miał dostać się w ręce Armii Czerwonej i zostać przekazany organom NKWD.
Od końca 1941 roku wraz z mężem została wysłana do Szwecji, gdzie Boris Rybkin był rezydentem INO pod przykryciem funkcji radcy poselstwa ZSRR, zaś Zoja działała pod przykryciem sekretarza prasowego poselstwa. Ze Szwecji odwołano ją w marcu 1944 do centrali INO NKWD, gdzie awansowała do funkcji naczelnika wydziału niemieckiego, często wyjeżdżając w delegacje służbowe do okupowanych Niemiec. Po zakończeniu II wojny światowej (1945) do 1954 roku zajmowała się analizą działalności tzw. siatki szpiegowskiej Cambridge. Po aresztowaniu Ławrientija Berii i  jego najbliższych współpracowników ujęła się za generałem Pawłem Sudopłatowem. Została zwolniona z INO i na jej prośbę pozostawienia w MWD do osiągnięcia wieku emerytalnego, przeniesiona na stanowisko szefa Wydziału Specjalnego do łagru w Workucie.
Na emeryturę odeszła w 1956 roku w stopniu pułkownika. Zajęła się pracą pisarską, za co została m.in. odznaczona nagrodą państwową. Zmarła w styczniu 1992 roku. Została pochowana na cmentarzu Nowodziewiczym.

## Nagrody i odznaczenia
- Nagroda Państwowa ZSRR (1968)
- Nagroda Leninowskiego Komsomołu (1980)
- Order Lenina
- Order Rewolucji Październikowej
- Order Czerwonego Sztandaru Pracy
- Order Wojny Ojczyźnianej (I klasy, 1980)
- Order Czerwonej Gwiazdy (dwukrotnie)
- Medal „Za zasługi bojowe”
- Odznaka zasłużonego pracownika NKWD (1940)

## Twórczość

### Publikacje
- Skwoz´ ledianuju mgłu (ros. Сквозь ледяную мглу, 1962)
- Wstriecza (ros. Встреча, 1963)
- Sierdce matieri (ros. Сердце матери 1963-65)
- Utro (ros. Утро, 1967)
- Diewoczka w burnom morie (ros. Девочка в бурном море, 1965-69)
- Dorogoje imia (ros. Дорогое имя, 1970)
- Parol-Nadieżda (ros. Пароль-Надежда, 1972)
- Konsuł (ros. Консул, 1980)
- Tiepier´ ja mogu skazat´ prawdu (ros. Теперь я могу сказать правду, 1992)
- Pod psiewdonimom Irina: zapiski razwiedczicy (ros. Под псевдонимом Ирина: записки разведчицы, 1997)

### Scenariusze
- Sierdce matieri (ros. Сердце матери, 1965)
- Wiernost' matieri (ros. Верность матери, 1966)
- Nadieżda (ros.  Надежда, 1972)